# Aue (Solingen)
Aue (Ausspracheⓘ) ist eine Ortslage im Solinger Stadtteil Gräfrath.

## Lage und Beschreibung
Aue befindet sich im äußersten Südosten des Solinger Stadtteils Gräfrath in einem Talkessel am Ufer der Wupper, die die Stadtgrenze zu Wuppertal bildet. Der Ort besteht aus nur wenigen Gebäuden, die über den Auer Weg von Kohlfurth aus oder über einen Wanderweg von Untenketzberg aus erreicht werden können. Bei Aue mündet der Ketzberger Bach von Westen in die Wupper. Südöstlich wird der Ort durch die nördliche Wupperbrücke der zur Kraftfahrstraße ausgebauten Landesstraße 74 (L 74) begrenzt. Das Gebiet nördlich des Ortes ist als Naturschutzgebiet Wupperhang zwischen Fuchskuhl und Unterholzer Bach ausgewiesen.
Benachbarte Orte sind bzw. waren: Friedenstal, Dritter Kotten, Kohlfurth, Schrodtberg, Fleußmühle, Altenfeld, Schafenhaus, Ketzberg, Unten zum Holz auf Solinger Stadtgebiet sowie Kohlfurtherbrücke auf Wuppertaler Stadtgebiet.

## Etymologie
Der Ortsname bezeichnet eine niedrig gelegene Wiese, meist eine Flusswiese, hier eine Wiese am Wupperufer, an der der Ort entstanden ist. Der Ortsname kommt mehrfach in Solingen vor, zum Beispiel auch im Aufderhöher Auenberg.

## Geschichte
Neben dem Wohnplatz Aue, der erstmals im Jahr 1312 als de Aue urkundlich erwähnt wurde, stand der Auer Kotten an der Wupper. Dieser wurde auch Erster Kotten genannt, weil er der erste von drei Gräfrather Schleifkotten am Fluss Richtung Sonnborn war. Er ist 1715 in dem Kartenwerk Topographia Ducatus Montani von Erich Philipp Ploennies, Blatt Amt Solingen, bereits verzeichnet. Wann er erbaut wurde, ist jedoch nicht bekannt.
Im 18. Jahrhundert entstand zusätzlich zum Schleifkotten eine Mahlmühle, die Auer Mühle. Der Auer Kotten wurde dann im 19. Jahrhundert um einen Innenkotten erweitert. Die Wasserräder wurden nur durch den Obergraben mit Wasser versorgt, Außen- und Innenkotten lagen einander gegenüber, während die Mühle unterhalb der beiden Kotten lag. Das Gebiet trug vielfach auch den Namen Picardsaue, da sich Mühle und Kotten seit dem 19. Jahrhundert im Besitz der Familie Picard befanden. Um das Jahr 1900 waren der Innenkotten und die Mühle bereits abgerissen, der Außenkotten war hingegen noch in Betrieb. Das Fachwerkgebäude brannte im Jahre 1933 ab. An der Stelle des Kottens entstand alsbald ein neues Gebäude, das heute ein Wohnhaus ist.:8f.
Die Topographische Aufnahme der Rheinlande von 1824 verzeichnet den Wohnplatz Aue nur unbeschriftet. Die Preußische Uraufnahme von 1844 verzeichnet ihn als Aue, ebenso die Topographische Karte des Regierungsbezirks Düsseldorf von 1871. In der Preußischen Neuaufnahme ist der Ort erneut als Aue verzeichnet.
Nach Gründung der Mairien und späteren Bürgermeistereien Anfang des 19. Jahrhunderts gehörte Aue zur Bürgermeisterei Gräfrath. 1815/16 lebten 16 Einwohner, 1830 19 Menschen im als Weiler kategorisierten und als Rottland bezeichneten Ort. 1832 war Aue weiterhin Teil der Honschaft (Ketz-)Berg innerhalb der Bürgermeisterei Gräfrath.  Der nach der Statistik und Topographie des Regierungsbezirks Düsseldorf als Hofstadt kategorisierte Ort besaß zu dieser Zeit zwei Wohnhäuser, eine Fabrik bzw. Mühl und acht landwirtschaftliche Gebäude. Zu dieser Zeit lebten 26 Einwohner im Ort, davon zwei katholischen und 24 evangelischen Bekenntnisses. Die Gemeinde- und Gutbezirksstatistik der Rheinprovinz führt den Ort 1871 mit zehn Wohnhäusern und 72 Einwohnern auf. Im Gemeindelexikon für die Provinz Rheinland werden 1885 neun Wohnhäuser mit 47 Einwohnern angegeben. 1895 besitzt der Ortsteil vier Wohnhäuser mit 16 Einwohnern, 1905 werden fünf Wohnhäuser und 23 Einwohner angegeben.
Mit der Städtevereinigung zu Groß-Solingen im Jahre 1929 wurde Aue ein Ortsteil Solingens.